# Алжирський трамвай

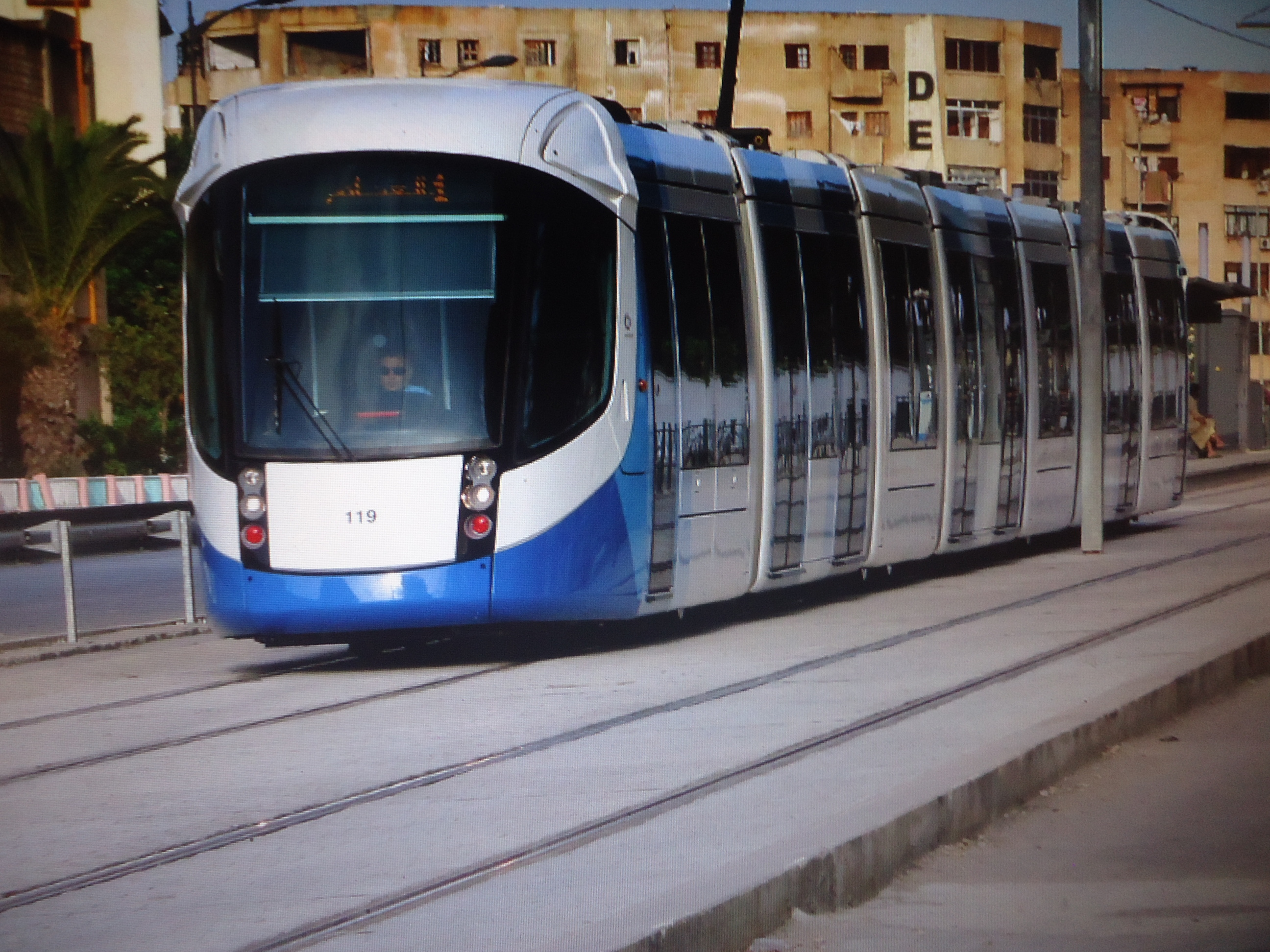
Alstom Citadis 302 на вулицях Алжиру

Алжирський трамвай (араб. ترامواي الجزائر العاصمة) — трамвайна мережа, частково введена в експлуатацію 8 травня 2011 року в столиці Алжиру місті Алжир. На момент запуску експлуатувалося 12 трамваїв Alstom Citadis 302, кількість яких, як очікується, буде доведено до 41,, планований пасажиропотік при цьому збільшиться з 15 000 до 150 000—185 000 пасажирів на день. Трамваї прямують між станціями Les Fusillés та Dergana.
Першу чергу довжиною 7,2 км (13 станцій) Bordj el Kiffan — Cité Mokhtar Zerhouni було відкрито 8 травня 2011 року.
15 червня 2012 року було введено в експлуатацію другу чергу завдовжки 9,1 км Les Bananiers — Les Fusillés, де є пересадка на канатну дорогу та U-bahn
Третя черга була введена в дію 22 квітня 2014, загальна довжина мережі склала 23,2 км, трамвайна мережа дісталася Khawat Chergu.
Четверту чергу було відкрито 14 червня 2015 року до Dergana. Було відкрито шість нових зупинок.

## Історія

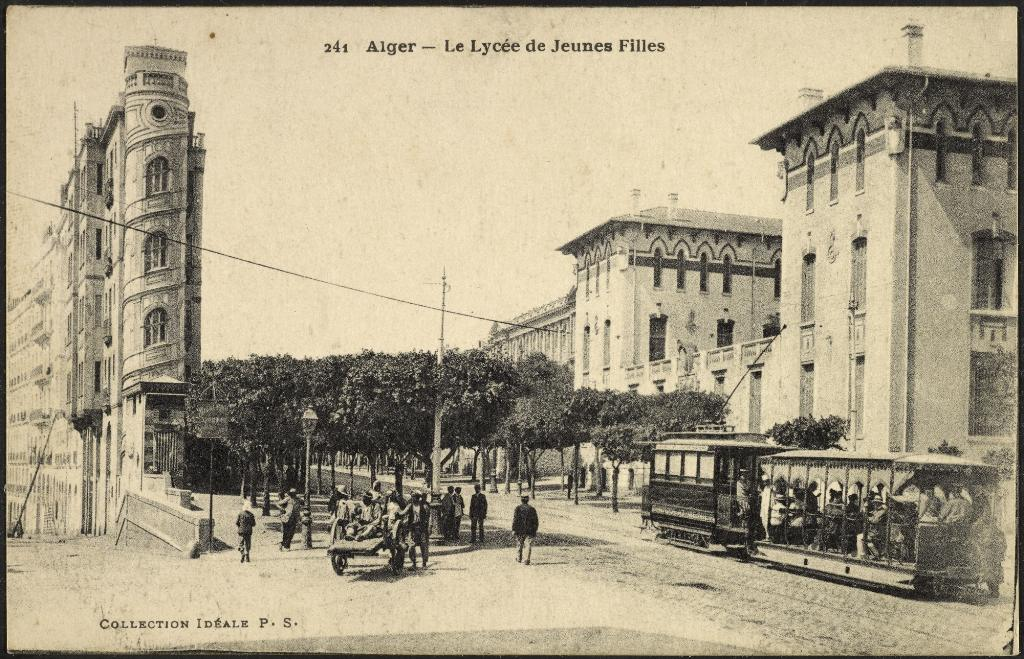
Трамвай на тлі жіночої гімназії в місті Алжир, 1926

Перша трамвайна лінія була відкрита в Алжирі у 1898 році. У період найбільшого розквіту на початку 1930-х років існувало три компанії, чиї мережі не були пов'язані:
- Société des tramways algériens, ширина колії — 1055 мм, робоча напруга — 600 V .
- Société anonyme des Tramways et Messageries du Sahel — єдина лінію завдовжки 6,4 км.
- Société des Chemins de fer sur route d'Algérie (CFRA) — компанія мала розгалужену мережу міжміських трамваїв. У кращі часи ця компанія мала понад 10 ліній, деякі з яких були завдовжки понад 40 км.

Проте більшість цих ліній було демонтовано в 1930-і році і замінено на автобусні лінії. До початку 1960 року всі трамвайні мережі було закрито або частково замінено тролейбусами.